# Island in Between
Island in Between (chinesisch 金門)  ist ein taiwanisch-US-amerikanischer Kurz-Dokumentarfilm  von S. Leo Chiang aus dem Jahr 2023.

## Handlung
Im Film erzählt S. Leo Chiang von seiner schwierigen Beziehung zu Republik China (Taiwan) und Volksrepublik China. Er selbst stammt von der Insel Kinmen, einer Inselgruppe, die 2 km vor der Küste Chinas liegt, aber zu Taiwan gehört. Die Insel ist damit ständig in Gefahr bei einem eskalierenden Konflikt zwischen den beiden Staaten als erstes angegriffen zu werden. Die Einwohner selbst vertrauen auf eine friedvolle Lösung. Der Filmemacher selbst pendelt zwischen den beiden Staaten sowie seiner Wahlheimat USA. Er zeigt einige bemerkenswerte Plätze auf der Insel und berichtet auch von der Beziehung zu seinen Eltern.

## Hintergrund
Island in Between wurde von Jean Tsien und CNEX, einer taiwanesischen Produktionsgesellschaft mit Sitz in Taipeh produziert.

## Veröffentlichung
Seine Premiere hatte der Film beim Hawaii International Film Festival. Er wurde außerdem auf dem Festival SFFILM Doc Stories gezeigt. Der Film wurde von New York Times Op-Docs am 5. Dezember 2023 auf der offiziellen Seite der New York Times veröffentlicht.
Der Film wurde bei der Oscarverleihung 2024 für einen Oscar in der Kategorie Bester Dokumentar-Kurzfilm nominiert. Dabei handelte es sich um den ersten taiwanischen Dokumentarfilm, der je für einen Oscar nominiert wurde.